# Никосия
Никоси́я (греч. Λευκωσία — Лефкоси́я; тур. Lefkoşa — Лефко́ша) — столица Республики Кипр и — северная часть города, т. н. Северная Никосия — столица частично признанной Турецкой Республики Северного Кипра (признана как независимое государство только Турцией).
Расположена в центральной части острова Кипр. Население — 276 тыс. жителей (2012). Международный аэропорт закрыт с 1974 года и здесь располагается штаб миротворческих сил ООН.
По данным на конец 2004 года к югу от Зелёной линии (греческая часть города) население составляет около 270 тыс. жителей, к северу (турецкая часть) 84 893 жителя.
Никосия является важным торговым и промышленным центром. В городе — 2 современных торговых комплекса, магазины, рестораны, развлекательные комплексы. В городе развито текстильное, кожевенное, гончарное производство, производство пластмассы и другой продукции, пищевая промышленность. Рядом находятся медные шахты. В Никосии находятся Университет Кипра и 5 других университетов.

## Этимология
Город основан в VII веке до н. э. и первоначально назывался Ледра. В составе Византии получил греческое название Лефкосия — «белый город» — от leukas «белый» (турецкая форма — Лефкоша). С XIII века в употребление входит название Никосия (от древнегреческого «Ника» — богиня победы), получившее широкое распространение в европейских языках.

## История

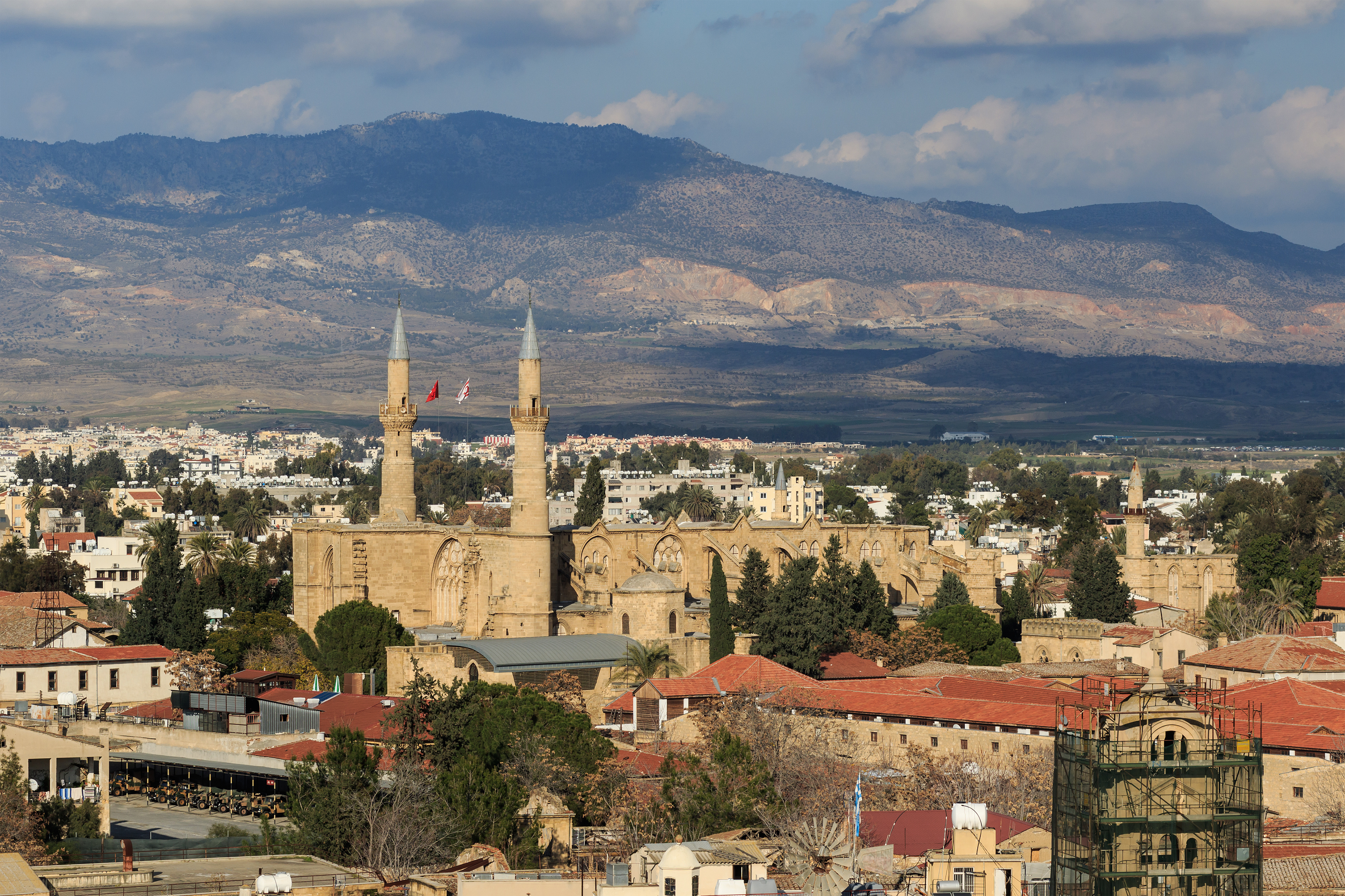
Бывший собор св. Софии, превращённый в XVI веке в мечеть Селиме, в турецком секторе Никосии. На переднем плане видна разделительная линия

Следы первых поселенцев прослеживаются с 3900 года до н. э. Сам город основан около XI—VII века до н. э. (назван Ледра, затем Лефкотеон; современное название примерно с XIII века н. э.). Представлял собой древнегреческий город-государство. В эллинистический период (примерно в 330 году до н. э.) город утратил своё значение и превратился в небольшую деревушку. В 965 году византийцы делают город центром фемы Кипр. В 1191 году английский король-крестоносец Ричард I Львиное Сердце завоёвывает город и передаёт его в 1192 году Ги де Лузиньяну. Город становится столицей Кипрского королевства. Именно в этот период город получил название Никосия. В 1489—1571 годах город под властью венецианцев. В 1571—1878 годах под властью турок. В 1878—1960 годах под властью англичан. В 1960 году город становится столицей независимой Республики Кипр.
В результате вторжения турецких войск в 1974 году и последовавшего провозглашения Турецкой Республики Северного Кипра город разделён на турецкую и греческую части. Граница между ними, охраняемая войсками ООН, проходит прямо по историческому центру города и через главную торговую улицу Ледра. Северная (турецкая) часть Никосии является столицей самопровозглашённой ТРСК и называется Лефкоша.
3 апреля 2008 года были начаты работы по демонтажу стены, разделяющей город на две части.

## География и климат
Никосия расположена на обширной равнине в центре Кипра Месаории, между горными хребтами Троодос и Кирения. Никосия находится неподалёку от реки Акаки.
Климат Никосии является средиземноморским с чертами полупустынного (Классификация климатов Кёппена: BSh). Наличие тёплой зимы и жаркого сухого лета исключают развитие города в аграрном плане. Осадков выпадает всего 300 мм, что делает Никосию одним из наиболее засушливых (и жарких) городов побережья Средиземного моря.
| Показатель                | Янв. | Фев. | Март | Апр. | Май  | Июнь | Июль | Авг. | Сен. | Окт. | Нояб. | Дек. | Год  |
| ------------------------- | ---- | ---- | ---- | ---- | ---- | ---- | ---- | ---- | ---- | ---- | ----- | ---- | ---- |
| Абсолютный максимум, °C   | 29,0 | 26,2 | 33,6 | 37,8 | 43,1 | 43,3 | 46,7 | 45,0 | 44,4 | 38,9 | 35,0  | 32,8 | 46,7 |
| Средний максимум, °C      | 16,0 | 17,0 | 20,3 | 25,1 | 29,8 | 34,2 | 37,0 | 37,1 | 33,5 | 28,9 | 22,8  | 17,9 | 26,6 |
| Средняя температура, °C   | 10,3 | 10,7 | 13,4 | 17,4 | 22,2 | 26,7 | 29,4 | 29,4 | 26,1 | 21,8 | 16,1  | 11,9 | 19,6 |
| Средний минимум, °C       | 5,6  | 5,5  | 7,1  | 10,4 | 15,3 | 19,5 | 22,2 | 22,3 | 19,4 | 15,8 | 10,7  | 7,2  | 13,4 |
| Абсолютный минимум, °C    | −7   | −3,9 | −6,7 | 0,0  | 1,6  | 4,6  | 6,4  | 7,5  | 4,4  | 1,4  | −5,3  | −7,2 | −7,2 |
| Норма осадков, мм         | 56   | 38   | 30   | 17   | 30   | 10   | 4    | 1    | 20   | 20   | 35    | 64   | 325  |
| Источник: Погода и климат |      |      |      |      |      |      |      |      |      |      |       |      |      |

## Достопримечательности
Готический собор Святой Софии (XIII—XIV века), церкви Богоматери, ансамбль рынка (готическая базилика, расширена в XIV—XVI веках), Ворота Фамагусты (XVI в.), собор Святого Иоанна (перестроен в 1665; цикл росписей — около 1730), архиепископский дворец (1950—1959).

### Фортификационные сооружения

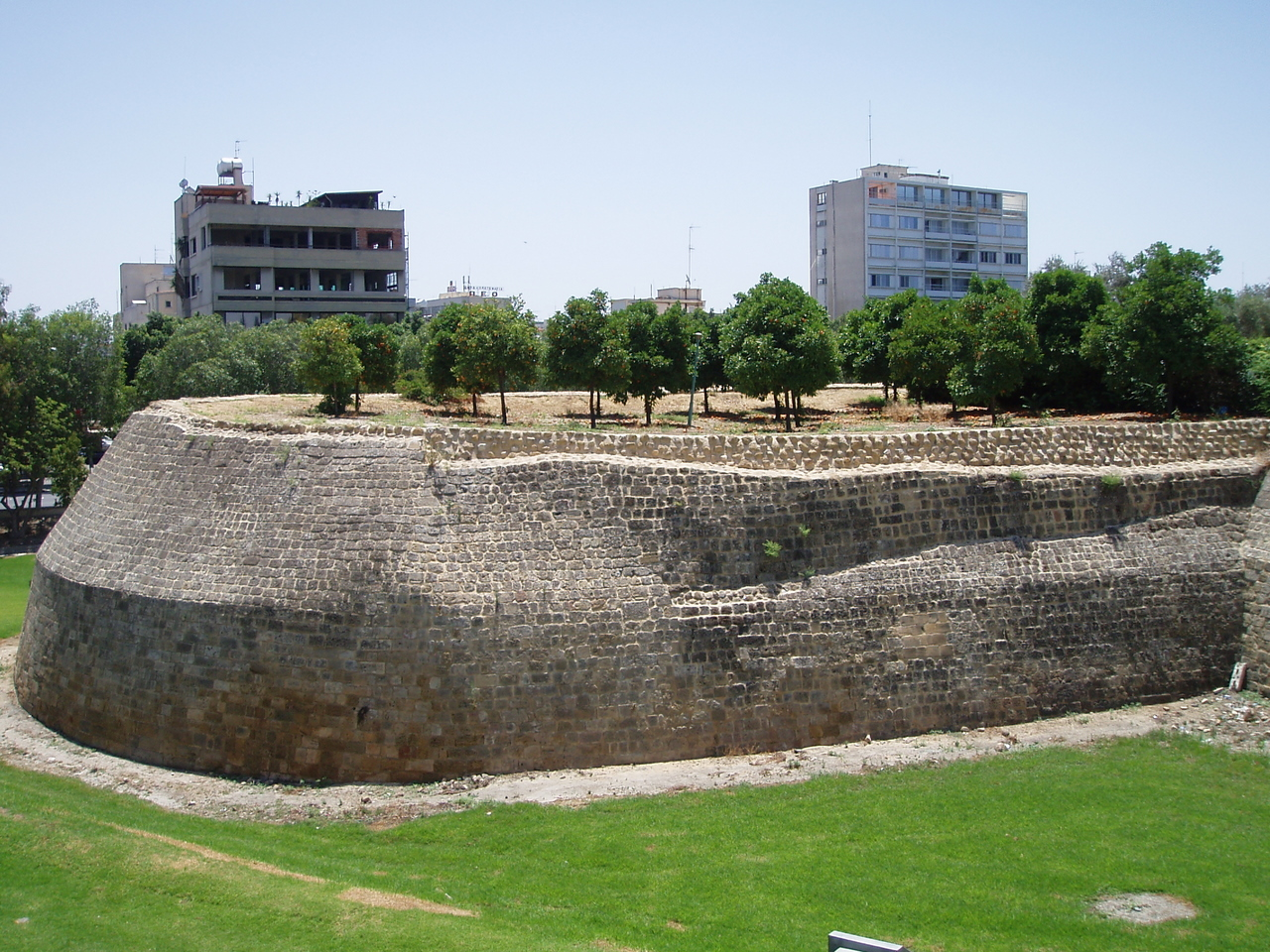
Остатки городских стен

Центральная часть Никосии, так называемый старый город, окружена огромными стенами, возведёнными венецианцами в период с 1567 по 1570 гг. в конце эпохи их правления.

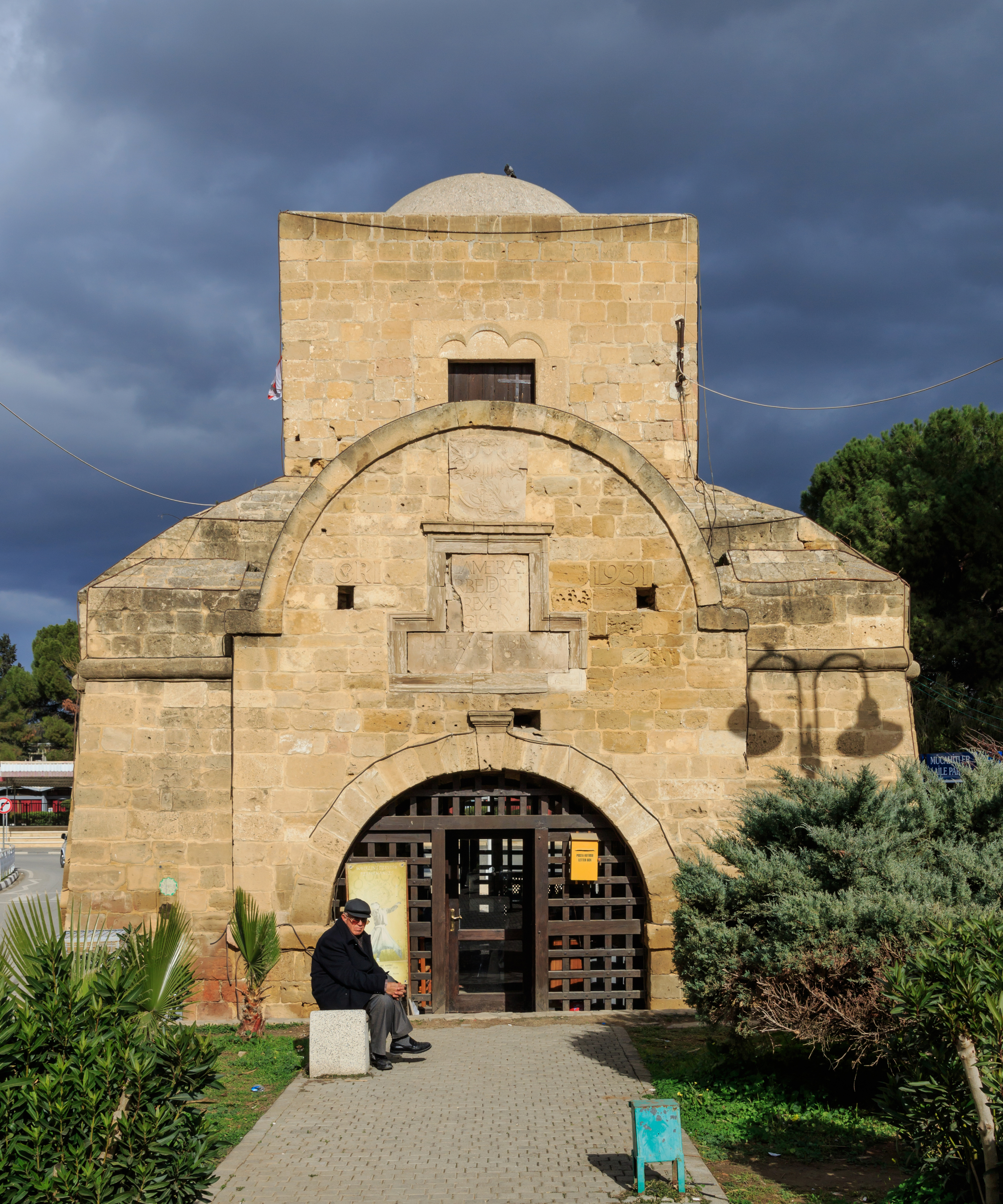
Киренийские ворота

Для защиты жителей города от атак со стороны Османской империи требовались более современные оборонительные сооружения, чем существовавшие на тот момент старые средневековые стены. И в 1567 году венецианцы направили в Никосию военных инженеров Джулио Саворньяно (Giulio Savorgnano) и Франческо Барбаро (Franscesco Barbaro) для возведения новых стен для города.

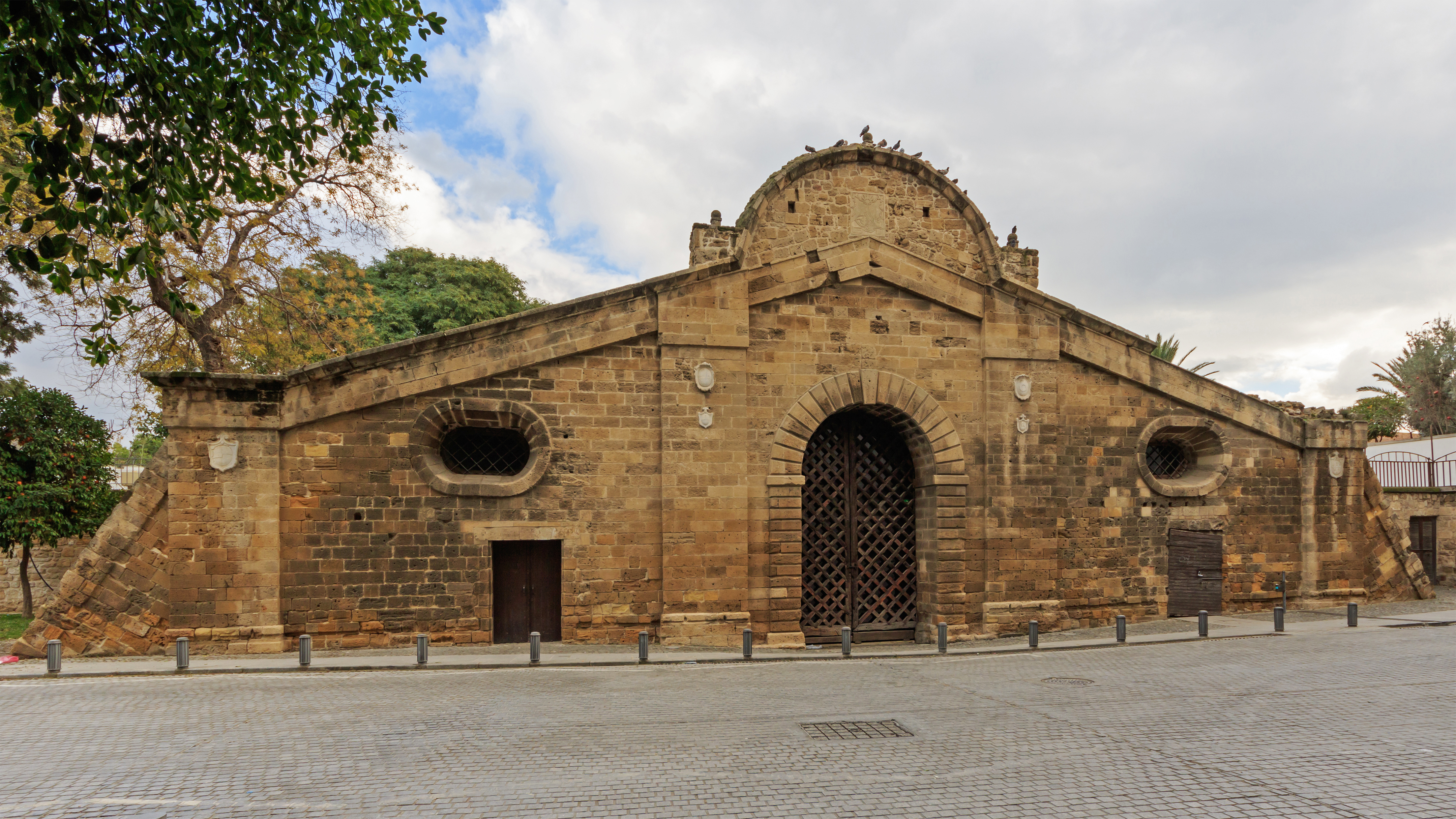
Фамагустские ворота

Для того, чтобы наполнить водой ров, окружающий стены, река Педиэос была отведена в обход центра города. Однако, возможно, это было сделано с целью защитить город от наводнения.
Кроме строительства стен, венецианцы решили также расчистить местность, чтобы лучше видеть возможную атаку противника. Для этой цели, а также для того, чтобы добыть строительные материалы, было решено снести некоторые церкви и дворцы внутри города, а также несколько построек, находящихся за его пределами.
Венецианские стены имели общую протяжённость около 5 км. Вместе с одиннадцатью бастионами они должны были служить защитой города.
Эксперты, жившие в то время, признавали их образцом военной архитектуры XVI в. Конструкция этих стен сочетает всевозможные передовые технологии, которые существовали на тот момент. Технологии, знаменующие начало эпохи ренессанса в конструировании фортификаций. К примеру, размещение ворот вблизи бастионов позволяло лучше защищать сами ворота во время осады. Отказавшись от облицовки верхней части стены камнем, инженеры увеличили способность стены поглощать удары от пушечных выстрелов.
Однако, несмотря на все усилия архитекторов и строителей, их труд оказался напрасным. Под натиском войск Османской империи в 1570 году город пал, и турки, которых возглавлял Лала Мустафа-паша, взяли его, прежде чем венецианцы сумели завершить их строительство. Османы захватили бастионы почти нетронутыми, и они оставались почти неизменёнными вплоть до Британской эры правления на острове.
С 1996 года каждая секция стен наряду с тремя воротами была отреставрирована. Во время восстановления бастиона Podocatro были найдены фрагменты пушек и других орудий. Была также обнаружена керамика, свинцовые пули, несколько монет, отдельные части османских курительных трубок и ступня большой каменной статуи льва.
Бастионы были названы в честь основных семей итальянской аристократии, проживающих на тот момент в городе и пожертвовавших средства на сооружение стен и трёх ворот. Из одиннадцати бастионов пять находятся в турецком секторе, пять в греческом, а один остаётся под контролем ООН. По часовой стрелке, начиная с 12-часовой позиции, названия ворот и бастионов следующие:

## Образование
В Никосии находится самый престижный в Республике Кипр Кипрский университет. В 1980 году был открыт частный Университет Никосии. В северной части города находятся Ближневосточный университет и Интернациональный университет Кипра. Кроме того, в Никосии есть заочный Открытый университет Кипра и частный Европейский университет Кипра.

## Религия

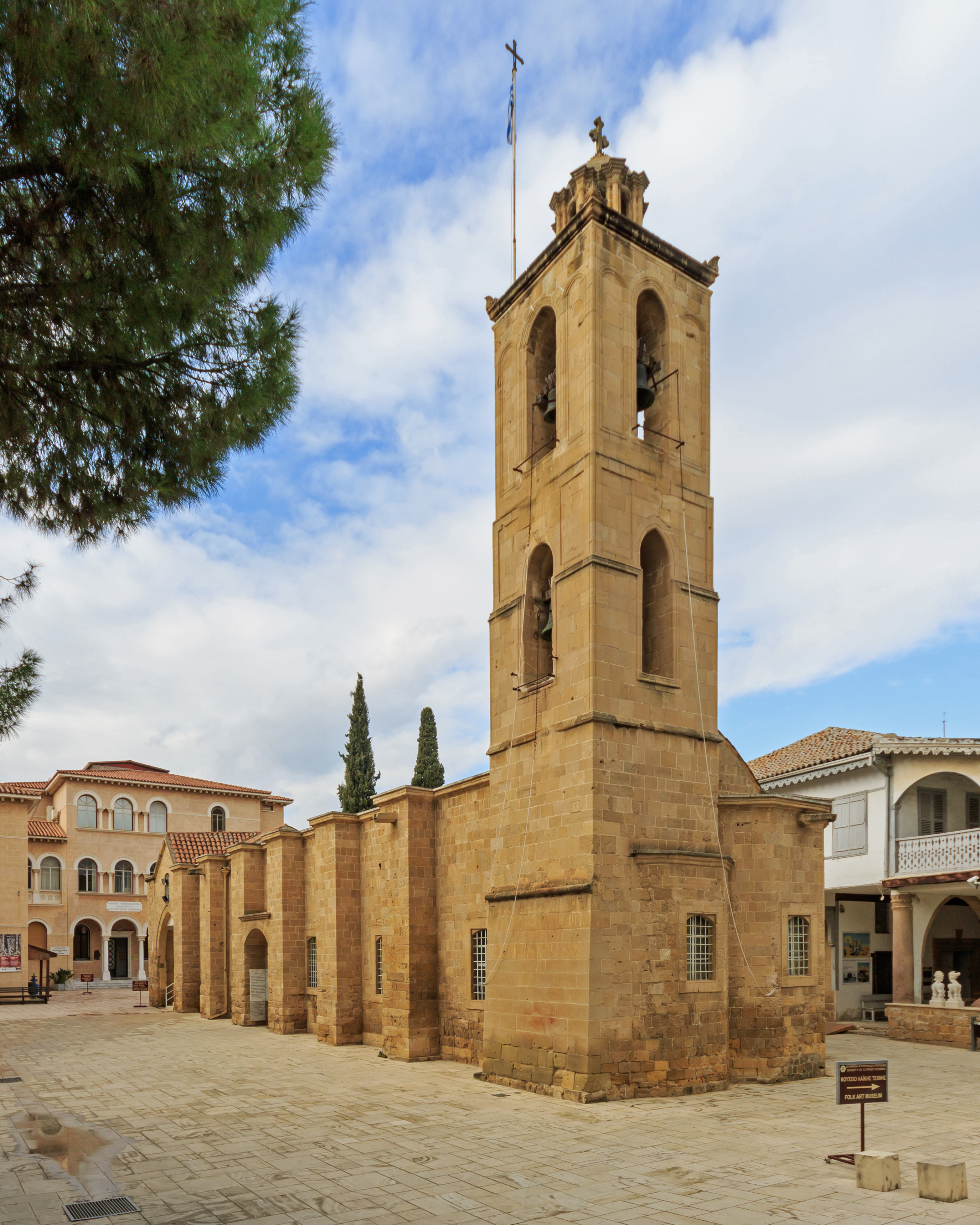
Церковь Святого Иоанна Апостола

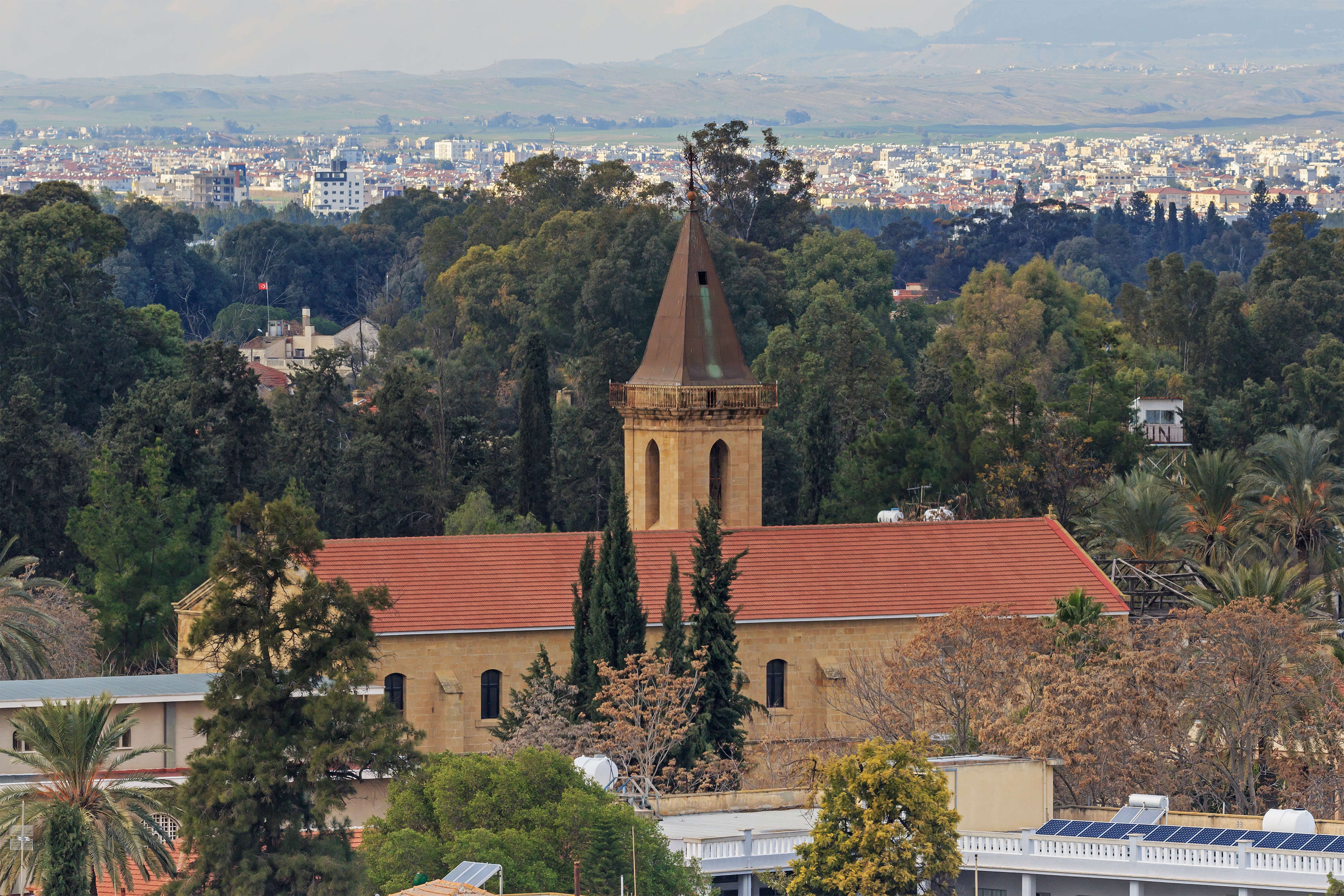
Крестовоздвиженская церковь

Исторически Никосия является местом, где смешалось воедино множество религиозных сообществ, конфессий, церквей, мечетей, синагог и т. д.
Традиционно в Никосии представлены греческие православные церкви, армянские апостольские церкви, русская православная церковь, латинская католическая церковь, маронитская католическая, англиканская церкви, евангелические церкви, а также мечети и синагоги.

### Армянская апостольская церковь

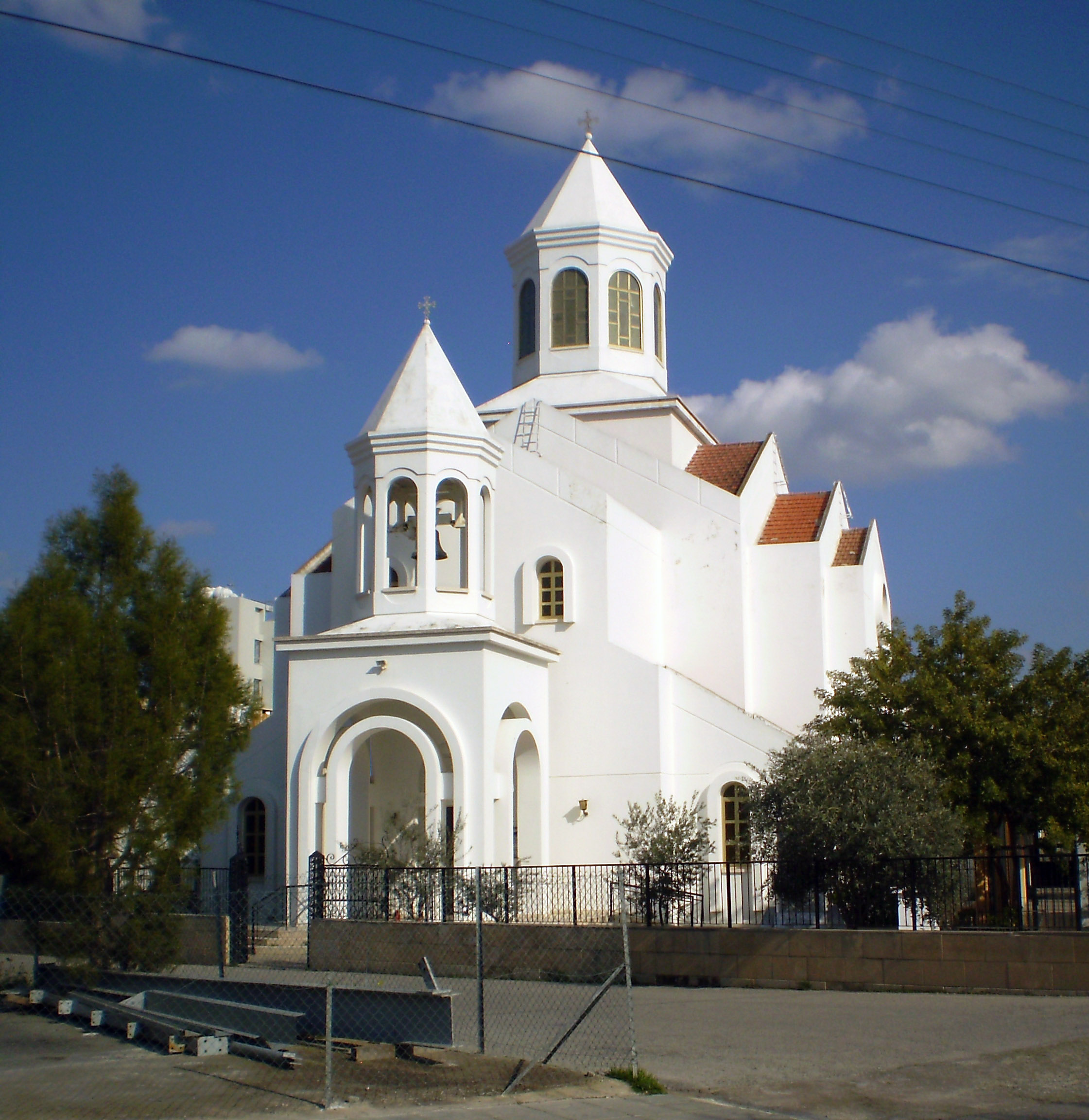
Армянская апостольская церковь в Никосии

Одна из старейших армянских церквей, ранее известна как церковь Святой Богородицы, была основана в XIII веке как главный монастырь после падения Иерусалима. В 1308 году король де Лузиньян, Генрих II из Иерусалима, восстановил церковь после того, как её разрушило землетрясение. Поскольку многие монахини были армянками по происхождению, монастырь попал под контроль армянской церкви до 1504 года.
С 1963 года церковь находится в Северной Никосии, под управлением киприотов-турок. Церковь была частично обрушена и потерпела существенные нарушения до 2007 года, когда начались реставрационные работы.
Реставрация была завершена в 2013 году и получила награду ЕС за культурное наследие (Europa Nostra) в 2015 году.
При содействии Всемирного совета церквей, Вестфальской церкви, правительства Кипра и верующих в Строволосе был построен новый собор — собор Сурб Аствацацин (Пресвятой Богородицы). Его фундамент был заложен 25 сентября 1976 года архиепископом Макариосом III и архиепископом Нерсесом Пахдигяном. Он был официально открыт 22 ноября 1981 года католикосом Киликии Хорен I и заместителем католикоса Киликии Карекином II в присутствии архиепископа Хризостома I, епископа Заре Азнаворяна и д-ра Антраника Л. Ашджяна.

### Маронитская католическая церковь

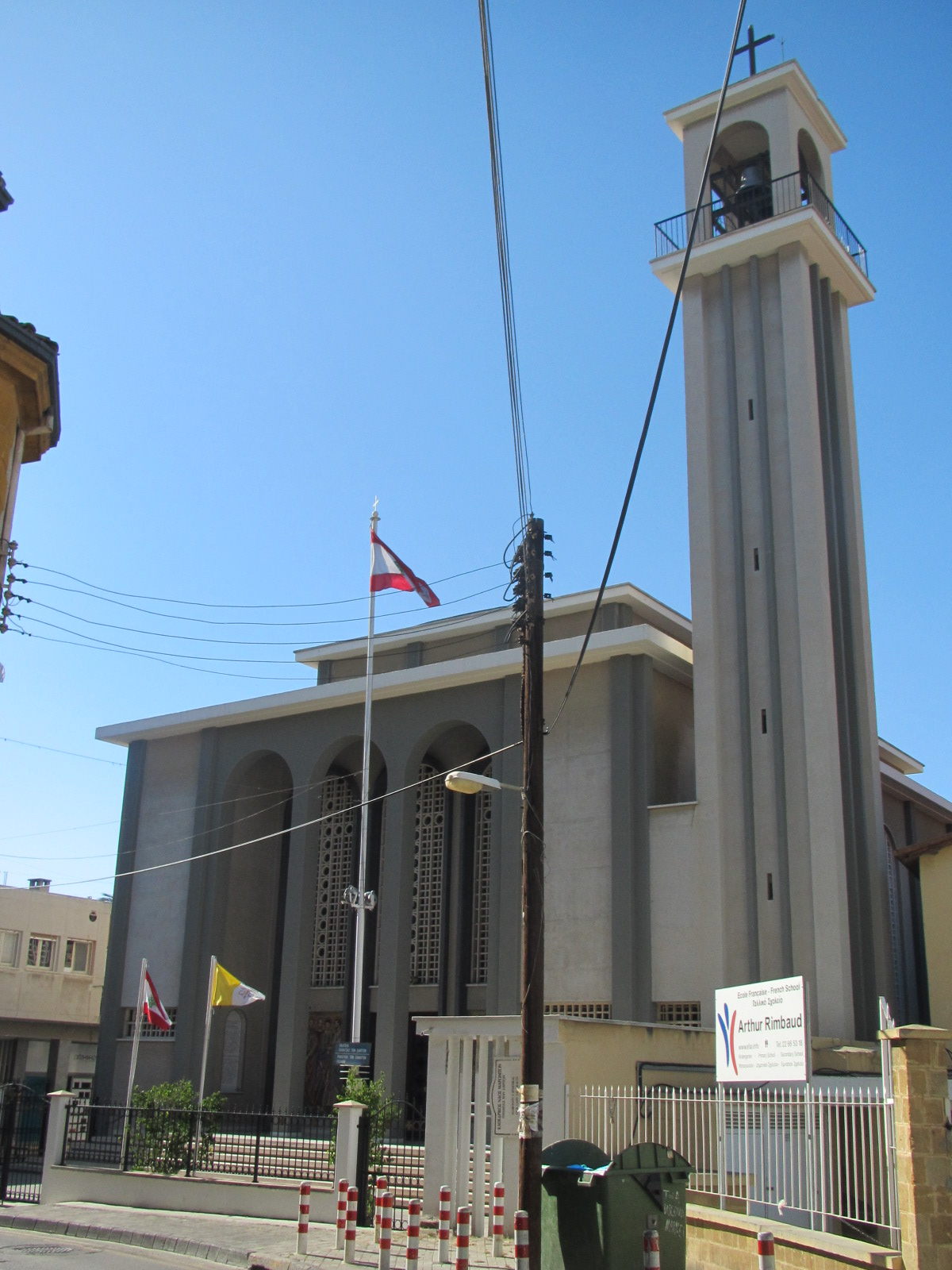
Маронитская церковь в Никосии

Маронитская церковь — это традиционная церковь в Никосии. Архиепархия распространяет свою юрисдикцию на всех маронитов острова Кипр. Архиепархиальной резиденцией является город Никосия, где находится собор Милосердной Богоматери.
На конец 2013 года из 838 897 человек к архиепархии присоединилось 10 400 жителей, что составляет 1,2 % населения. Церковь разделена на 12 приходов.
«Собор Милосердной Богоматери» — главная маронитская церковь в городе Никосия на Кипре и собор маронитской католической архиепархии Кипра.
Первый собор был посвящён святому Иоанну, но во время османской оккупации его превратили в мечеть. Община ливанских маронитов построила церковь Санта-Кроче (церковь Святого Креста), позже переданную францисканцам, а нынешний собор Милосердной Богоматери находится недалеко от францисканской церкви. Резиденция священника и окружающие постройки были возведены только в 1960 году.
6 июня 2010 года Папа Бенедикт XVI, первый Папа Римский, совершивший апостольскую поездку на остров, посетил собор Никосии.

### Русская православная церковь

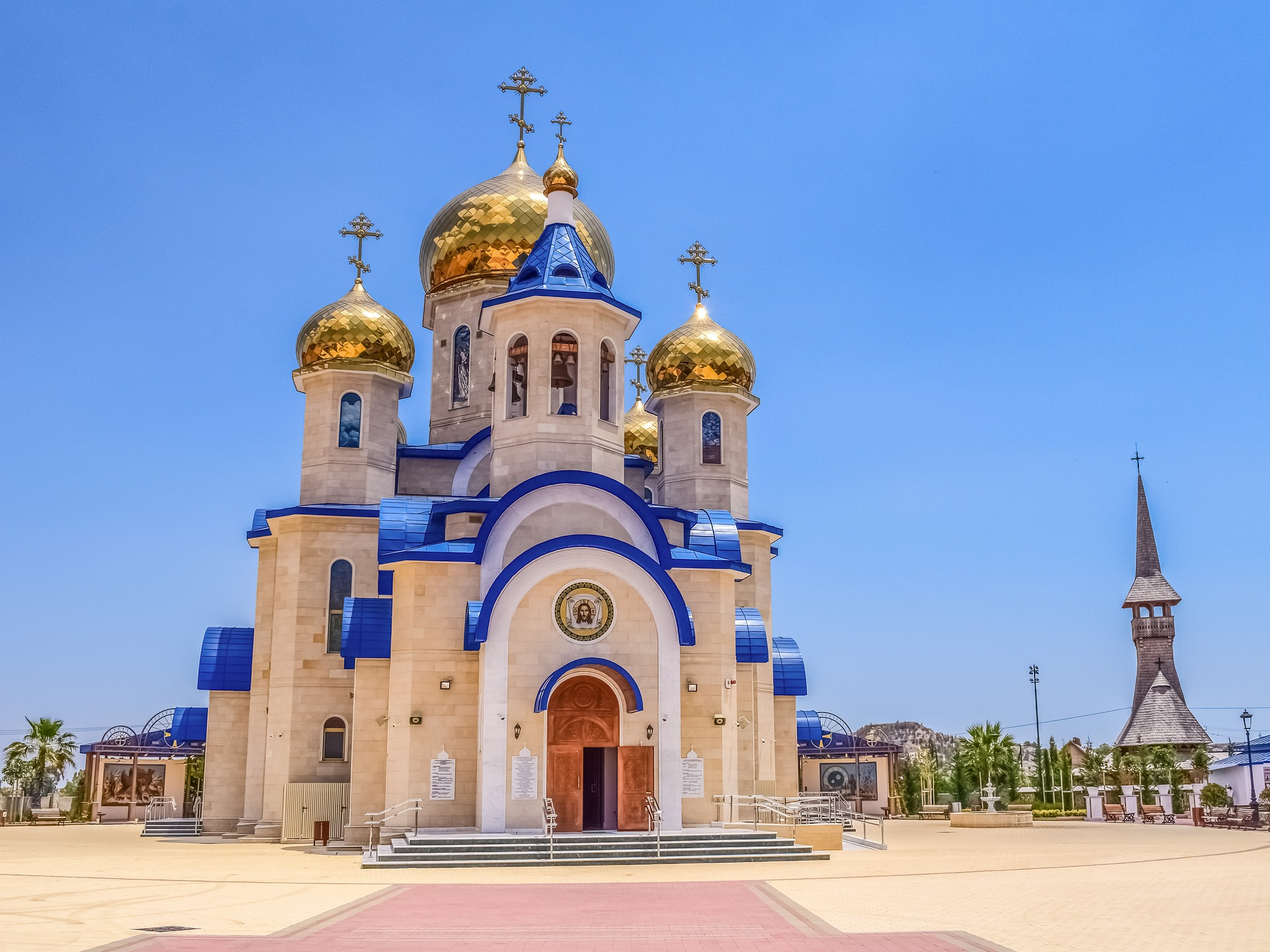
Русская православная церковь

В Никосии находится самая большая русская православная церковь на Кипре, расположенная в Эпископио.
Храм во имя Андрея Первозванного и всех святых, в земле Русской просиявших, находится недалеко от деревни. Храм построен в традиционном русском православном стиле. Строительство церкви началось в октябре 2015 года и завершилось 7 июля 2016 года. Храм состоит из 5 куполов, а вес центрального составляет 7 тонн; все они были изготовлены в Санкт-Петербурге и установлены российскими специалистами. Этот храм — первая и единственная русская церковь на Кипре с позолоченными куполами.
Румынская православная церковь расположена рядом с русской церковью.

### Англиканская церковь

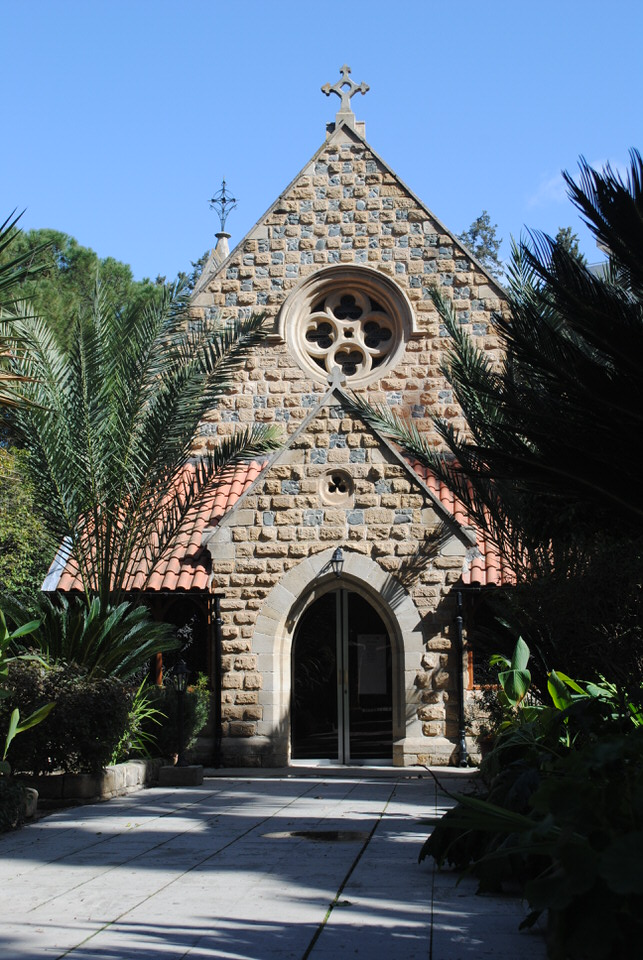
Англиканская церковь в Никосии

Церковь Святого Павла была построена в 1893 году, когда Кипр находился под протекторатом Британской империи. Влияние политики на архитектуру проявляется в конструктивных элементах здания, которое напоминает английскую приходскую церковь. Христианская церковь сегодня является частью Диоцеза Кипра и Персидского Залива.

### Греческая евангелическая церковь

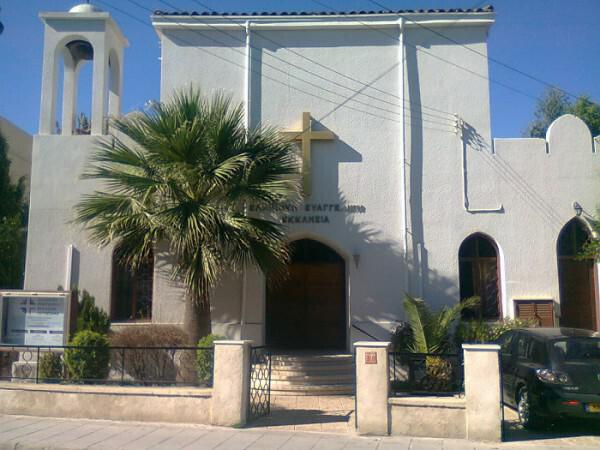
Евангелическая церковь Никосии

Греческая евангелическая церковь Никосии — это относительно современная церковь, обслуживающая местное протестантское сообщество. Помимо служения греческой евангелической общины, она является центром местных протестантов других национальностей, таких как армяне, американцы, румыны, корейцы, китайцы и т. д. Церковь расположена на улице Гладстон.

### Армянская евангелическая церковь

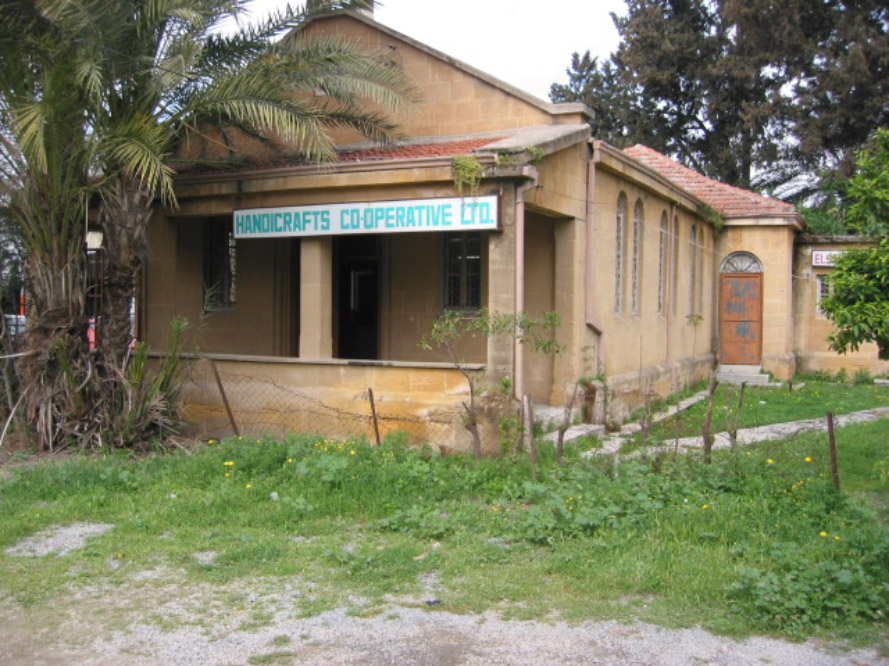
Армянская евангелическая церковь Никосии

Первая община армянских евангелистов на Кипре появилась после прибытия британцев в июле 1878 года. Поскольку они были в меньшинстве, их вскоре стали ассоциировать с «материнской церковью» (армянской апостольской церкви), к которой присоединились Аписогом Утиджян, официальный переводчик государственных документов, и сын Степана Утиджяна, одного из первых основателей армянской евангелической церкви, который был Председателем приходского совета Никосии на протяжении 30 лет. С притоком большего числа протестантов, община армянских евангелистов присоединились к реформатской пресвитерианской церкви ещё в 1887 году. Хотя основными центрами были Никосия и Ларнака, собрания иногда проводились в Лимассоле, Фамагусте и Амиантосе.
Также была небольшая армянская евангелическая церковь, расположенная на улице Махмуд-паши, в оккупированной турками части обнесённого стеной города Никосия — за старым зданием Американской академии, недалеко от мечети Араб Ахмеда. До возведения община армянских евангелистов совершала богослужения в реформатской пресвитерианской церкви на улице Апостола Варнаваса, напротив старой электростанции и позади здания Священного архиепископства Кипра. Церковь — с начала 1930-х годов — была в конечном итоге построена благодаря инициативе пастора Йоханна Дер Мегердичян при финансовом вкладе реформатской пресвитерианской церкви и армянских евангелистов; архитектором был Дикран Х. Давидиан. Фундамент был заложен 28 июля 1946 года пастором Йоханном дер Мегердичян, который освятил его 1 июля 1947 года. В нижней части правой стены сбоку от входа есть надпись на армянском.

### Обращённые церкви

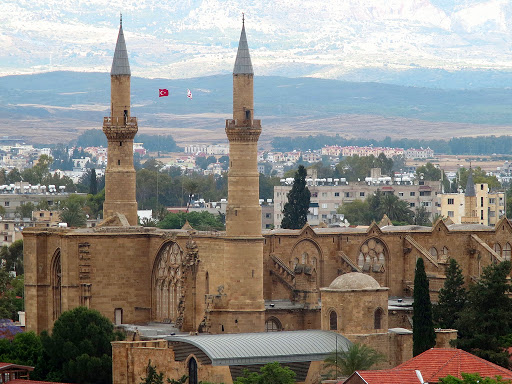
Мечеть Селимие

Пожалуй, самой знаковой религиозной архитектурой Никосии является собор Святой Софии, также известный как Никосийский собор Святой Софии, который был построен в 1326 году как католическая церковь. Он был преобразован в мечеть и расположен в Северной Никосии. Исторически это была главная мечеть города. Известна как мечеть Селимие, которая расположена в самой большой и старейшей сохранившейся готической церкви на Кипре (внутренние размеры: 66 x 21 м), возможно, построенной на месте ранней византийской церкви.
Во время 50-дневной османской осады города в 1570 году собор стал убежищем для большого количества людей. Когда город пал 9 сентября, Франческо Контарини, епископ Пафоса произнёс последнюю христианскую проповедь в здании, в которой он просил божественной помощи и давал наставления людям. Собор штурмовали османские воины, которые выломали дверь и убили епископа вместе с другими. Они разбили или выбросили христианские предметы, такие как мебель и украшения в соборе и разрушили хор, а также неф. Затем они очистили внутреннюю часть мечети, чтобы подготовить его к первой пятничной молитве, которую провели 15 сентября и на которой присутствовал командир Лала Мустафа-паша. На ней было официально преобразование собора в мечеть. В том же году были добавлены два минарета, а также исламские элементы, такие как михраб и минбар.
После переоборудования мечеть стала собственностью Фонда султана Селима, который отвечал за её содержание. В период Османской империи это была самая большая мечеть на всем острове, и её еженедельно использовали губернатор Османской империи, администраторы и элита для пятничных молитв. В конце XVIII века каждую пятницу к мечети приходила большая процессия, в которую входили первые высшие чиновники на конях, а затем пешие чиновники более низкого ранга.

### Ислам

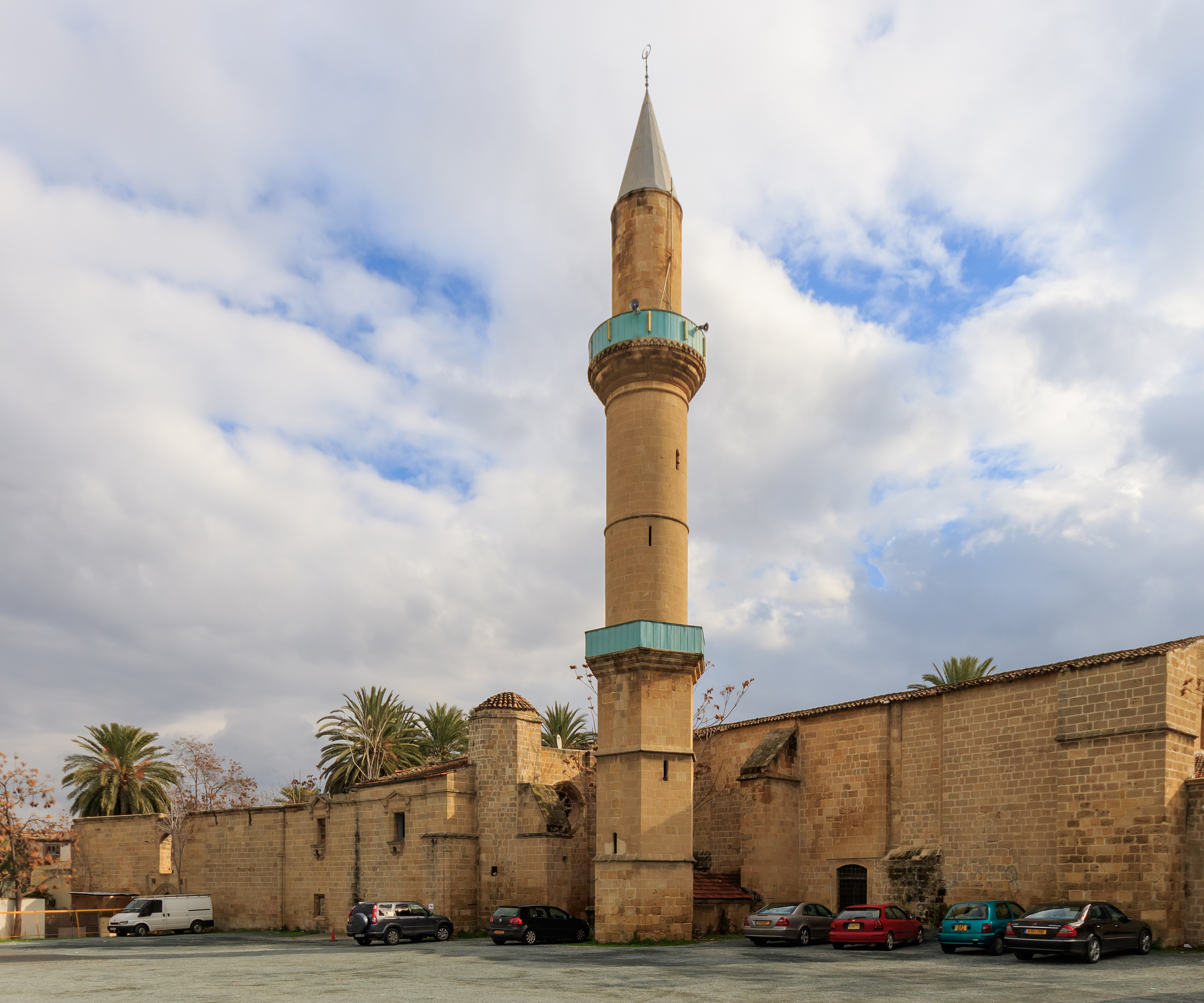
Мечеть Омерийе в Никосии

Исторически в Никосии (юг и север) расположены более 15 мечетей, изначально построенные как мечети или преобразованные из церквей.
Мечеть Омерийе, ранее известная как августинская церковь Святой Марии, — это мечеть в обнесённом стеной городе Никосия на острове Кипр, в настоящее время расположенная в южной части Никосии. После турецкого вторжения на Кипр мечеть стала одним из самых важных мест мусульманства в немусульманской части острова и города.
В настоящее время мечеть функционирует и открыта как для верующих, так и для посетителей.
Раньше на месте мечети находилась августинская церковь Святой Марии, построенная в XIV веке. Во время Кипрской войны 1570—73 годов Церковь впервые была сильно повреждена во время осады Никосии в 1570 году, а после войны была разрушена.
После турецкого завоевания Кипра Лала Мустафа-паша, османский командир, приказал построить мечеть на месте бывшей церкви, на основании распространённого мнения, что Умар, второй халиф ислама, был похоронен на этом месте в VII веке.
Согласно фольклору турок-киприотов, мечеть Омерийе — первая мечеть, где турки начали молиться на острове после его завоевания в 1571 году.

## Уроженцы
- Иоаннис Созоменос — греческий военный и хронограф XVI века, возглавлял отряд 4 тысяч защитников Никосии во время её осады турками.
- Марчелло Капра — итальянский врач, участник битвы при Лепанто.
- Новомученик Филумен (Хасапис).
- Иоаннис Карадзас (1767—1798) сподвижник греческого революционера Ригаса Фереоса. Вместе с Ригасом и ещё 4 товарищами был замучен турками в Белграде в 1798 году.
- Архиепископ Киприан Кипрский (греч. Αρχιεπίσκοπος Κύπρου Κυπριανός, 1756—1821), архиепископ Кипрской православной церкви, принял мученическую смерть с началом Греческой революции 1821 года.
- Михалис Хадзияннис — популярный греческий музыкант.
- Валанто Трифонос — греко-кипрская певица.
- Христофор Писсаридис (греч. Χριστοφορος Πισσασριδης, род. 1948) — кипрский и британский экономист, Нобелевская премия 2010 года по экономике.
- Эфстатиос Алонефтис — кипрский футболист, игрок АС Омония Никосия и национальной сборной Кипра по футболу, первый кипрский игрок в Бундеслиге.
- Христос Милордос — кипрский певец.
- Димитрис Друцас — греческий политик, бывший министр иностранных дел Греции.

## Города-побратимы
- Шверин, Германия[24]
- Шанхай, Китай[24]
- Шираз, Иран[24]
- Афины, Греция[24]
- Бухарест, Румыния[24]
- Доха, Катар[24]
- Одесса, Украина[24]